# Palais d'Hamilton
Le palais d'Hamilton (en anglais : Hamilton Palace) est une ancienne résidence nobiliaire située à Hamilton en Écosse, achevée en 1701 et détruite entre 1921 et 1926.

## Situation
Le palais s'élevait au milieu d'un parc au nord de la ville d'Hamilton.

## Histoire
Après son mariage en 1656, la duchesse d'Hamilton et son mari entreprennent de jeter les bases de ce qui serait plus tard la plus grande résidence privée de l'hémisphère occidental. Depuis le XIVe siècle, les Hamilton vivent dans une résidence appelée le « palais » ou The Orchard, un bâtiment situé dans les Low Parks, la zone la plus formelle de leur domaine.
En 1684, elle charge l'architecte James Smith de rénover les bâtiments existants, en supprimant la partie sud de l'ancien bâtiment de la cour sur le site et en agrandissant l'édifice pour former un manoir en forme de U. Les ailes est et ouest sont reconstruites, ainsi que l'aile nord qui cependant conserve son aspect initial. La façade sud est édifiée entre 1693 et 1701 dans le style palladien, avec son immense portique corinthien. 
Entre 1822 et 1828, la partie nord est agrandie par l'architecte David Hamilton.
En novembre 1915, les administrateurs du 12e duc accordent à la Bent Colliery Company le droit d'exploiter le filon de charbon qui s'étend sous le palais. Cependant, ils sont informés que les travaux d'exploitation du charbon en cours sous le palais menaçaient la stabilité de celui-ci. En juin 1919, les administrateurs demandent à la Court of Session l'autorisation de vendre le contenu du palais, puis de démolir le bâtiment.